# ロベルト・ソルダード
ロベルト・ソルダード・リージョ（Roberto Soldado Rillo, 1985年5月27日 - ）は、スペイン王国バレンシア州バレンシア県バレンシア出身の元サッカー選手。現役時代のポジションはフォワード。

## 経歴

### レアル・マドリードCF
バレンシアに生まれ、地元のCFドン・ボスコという小さなクラブに所属していたが、15歳の時にレアル・マドリードの下部組織に入団した。2004-05シーズンはセグンダ・ディビシオンB（3部）で得点王となり、レアル・マドリード・カスティージャのセグンダ・ディビシオン（2部）復帰に大きく貢献した。翌2005-06シーズンはカスティージャに在籍しながらチーム状況に応じてトップチームでもプレーした。2005年10月23日のバレンシアCF戦 (1-2) で18分間出場して一部リーグ戦デビューを果たす。また、その5日前の9月28日に行われたUEFAチャンピオンズリーグ・オリンピアコスFC戦 (2-1) では途中出場したわずか6分後の86分に決勝点を決めている。CAオサスナ戦では同点弾を決め、アウェーでのラシン・サンタンデール戦(3-2)、コパ・デル・レイのアスレティック・ビルバオ戦 (4-0) でもゴールを決めた。また、カスティージャでは19得点 (2PK) を挙げ、20得点のレクレアティーボ・ウェルバのイケチュク・ウチェに次ぐ得点ランキング2位となった。
2006年7月24日、ラモン・カルデロン会長とファビオ・カペッロ監督の新体制下で正式にトップチームに昇格した。しかし、同年夏のプレシーズンにルート・ファン・ニステルローイなどが加わり、フォワードのポジションにソルダードの居場所はなくなったため、CAオサスナにレンタル移籍した。様々なクラブが獲得に興味を示した中でオサスナがUEFAチャンピオンズリーグ予選の出場権を獲得していたことが決め手となった。その予選で敗退したためにUEFAチャンピオンズリーグ本選出場はならなかったが、2006-07シーズンはリーグ戦での11得点を含む公式戦通算14得点を挙げ、チーム内得点王になった。
2007年7月11日にレアル・マドリードに復帰し、2012年6月30日までの新契約を締結した。7月21日にはアス紙のインタビューで背番号9が与えられたことを明らかにした。しかし、厚い選手層に出場機会を阻まれ、レギュラーフォワード陣に負傷者が出た時期に自身も負傷するなど巡り合わせも悪く、2007-08シーズンのリーグ戦出場は5試合にとどまり、先発出場はデポルティーボ・ラ・コルーニャ戦の1試合のみだった。

### ヘタフェCF
2008年7月29日、移籍金400万ユーロでヘタフェCFに移籍し、4年契約を結ぶ。また、その1週間前にはエステバン・グラネロがソルダード同様にレアル・マドリードからヘタフェに移籍していた。10月19日のマラガCF戦(1-2)で初得点を挙げ、2ヵ月後のCAオサスナ戦 (2-5) では2得点を決めた。その間に行われたバレンシアCF戦 (0-3) ではDFカルロス・マルチェナへの頭突きで退場処分を受けている。2009年1月25日のスポルティング・デ・ヒホン戦 (5-1) ではハットトリックを達成した。3月22日のレクレアティーボ・ウェルバ戦 (2-1) では2得点を挙げ、残留の直接のライバル相手の貴重な勝利に貢献した。4月に行われたレアル・マドリード戦では先制点を挙げたが、2-3で敗れている。2008-09シーズンはチーム最多の13得点を記録し、17位でのプリメーラ・ディビシオン残留に貢献した。
2009-10シーズンも好調を維持し、4-1で勝利したラシン・サンタンデール戦（アウェー）ではハットトリックを達成した。その後は長く得点を奪えなかったが、ホームで5-1と大勝したヘレスCD戦では再びハットトリックを決めた。2009年12月19日のセビージャFC戦 (2-1) で2得点して得点数を二桁に乗せると、マヌ・デル・モラルとダニ・グイサが保持していたそれまでのクラブの1シーズン最多得点を塗り替えた。負傷のために1ヶ月の間戦線離脱したが、復帰して迎えたスポルティング・デ・ヒホン戦 (1-1) ではバイシクルシュートを決めた。2009-10シーズンはリーグ戦で自己最多の16得点を記録し、クラブはUEFAヨーロッパリーグ出場権を獲得した。

### バレンシアCF
2010年6月9日、FCバルセロナに移籍したダビド・ビジャの代わりを探していた故郷のクラブ・バレンシアCFに加入した。移籍金は1000万ユーロ。9月14日のUEFAチャンピオンズリーグ・グループリーグのブルサスポル戦 (4-0) でデビューし、その試合で初得点も挙げた。11月にエスタディオ・デ・メスタージャで対戦した際には2得点し、6-1の大勝に一役買った。リーグ戦の序盤から中盤にかけてはゴール数が伸び悩んでいたが、終盤の8試合で12得点と大爆発し、最終的にはチームトップの18得点を叩き出した。
翌2011-12シーズンもゴールを量産。11月23日のチャンピオンズリーグ・KRCヘンク戦では前半の26分間にハットトリックを達成した。

### トッテナム・ホットスパーFC
2013年8月1日、トッテナム・ホットスパーはソルダードの移籍に関してバレンシアCFと合意したことを発表。

### ビジャレアルCF
2015年8月14日、ビジャレアルCFに移籍。3年契約で移籍金は1000万ユーロ。

### フェネルバフチェSK
2017年8月11日、フェネルバフチェSKに移籍した。

### グラナダCF
2019年7月15日、グラナダCFにフリー移籍し、1年契約を結んだ。

### レバンテUD
2021年6月28日、RFEFに契約解除金を支払ってフリーとなっていたソルダードは、レバンテUDと2年契約を交わした。
2023年8月3日、現役引退を表明した。

## 代表

### 世代別代表
U-15世代で世代別スペイン代表に初招集されてから、U-21スペイン代表までの各世代別代表で通算26得点を決めている。2004年にはU-19スペイン代表としてUEFA U-19欧州選手権に出場して優勝し、それにより2005年のFIFAワールドユース選手権の出場権を得たが、所属するレアル・マドリードBでセグンダ・ディビシオンA昇格争いを繰り広げていたことにより出場しなかった。

### A代表
2007年6月のUEFA EURO 2008予選のためにスペインA代表に初招集され、ラトビア戦とリヒテンシュタイン戦の両方に出場した。UEFA EURO 2008本大会に出場するメンバーからは外れている。
その後長く代表での出番から遠ざかっていたが、2012年2月29日のベネズエラとの親善試合でおよそ5年ぶりに出場すると、代表初得点を記録。さらにもう1点を決めて迎えたPKのチャンスでは失敗してしまったものの、その後3点目を挙げ、ハットトリックを達成した。

## 所属クラブ
- 2002-2006  レアル・マドリード・カスティージャ
- 2005-2008  レアル・マドリード

2006-2007 → CAオサスナ (loan)
- 2008-2010  ヘタフェCF
- 2010-2013  バレンシアCF
- 2013-2015  トッテナム・ホットスパーFC
- 2015-2017  ビジャレアルCF
- 2017-2019  フェネルバフチェSK
- 2019-2021  グラナダCF
- 2021-2023  レバンテUD

## 個人成績

### クラブ
2019年5月26日現在
| クラブ                   | シーズン | リーグ | リーグ | カップ | カップ | 国際大会 | 国際大会 | 合計 | 合計 |
| クラブ                   | シーズン | 出場   | 得点   | 出場   | 得点   | 出場     | 得点     | 出場 | 得点 |
| ------------------------ | -------- | ------ | ------ | ------ | ------ | -------- | -------- | ---- | ---- |
| レアル・マドリードB      | 2002-03  | 26     | 7      | —      | —      | —        | —        | 26   | 7    |
| レアル・マドリードB      | 2003-04  | 31     | 16     | —      | —      | —        | —        | 31   | 16   |
| レアル・マドリードB      | 2004-05  | 34     | 21     | —      | —      | —        | —        | 34   | 21   |
| レアル・マドリードB      | 2005-06  | 29     | 19     | —      | —      | —        | —        | 29   | 19   |
| レアル・マドリードB      | 合計     | 120    | 63     | —      | —      | —        | —        | 120  | 63   |
| レアル・マドリード       | 2004-05  | 0      | 0      | 2      | 0      | 0        | 0        | 2    | 0    |
| レアル・マドリード       | 2005-06  | 11     | 2      | 4      | 1      | 2        | 1        | 17   | 4    |
| レアル・マドリード       | 合計     | 11     | 2      | 6      | 1      | 2        | 1        | 19   | 4    |
| オサスナ                 | 2006-07  | 30     | 11     | 3      | 1      | 11       | 1        | 44   | 13   |
| オサスナ                 | 合計     | 30     | 11     | 3      | 1      | 11       | 1        | 44   | 13   |
| レアル・マドリード       | 2007-08  | 5      | 0      | 2      | 0      | 1        | 0        | 8    | 0    |
| レアル・マドリード       | 合計     | 5      | 0      | 2      | 0      | 1        | 0        | 8    | 0    |
| ヘタフェ                 | 2008-09  | 34     | 13     | 0      | 0      | —        | —        | 34   | 13   |
| ヘタフェ                 | 2009-10  | 26     | 16     | 6      | 4      | —        | —        | 32   | 20   |
| ヘタフェ                 | 合計     | 60     | 29     | 6      | 4      | —        | —        | 66   | 33   |
| バレンシア               | 2010-11  | 34     | 18     | 3      | 1      | 7        | 6        | 44   | 25   |
| バレンシア               | 2011-12  | 32     | 17     | 6      | 3      | 13       | 7        | 51   | 27   |
| バレンシア               | 2012-13  | 35     | 24     | 4      | 2      | 7        | 4        | 46   | 30   |
| バレンシア               | 合計     | 101    | 59     | 13     | 6      | 27       | 17       | 141  | 81   |
| トッテナム・ホットスパー | 2013-14  | 28     | 6      | 1      | 0      | 7        | 5        | 36   | 11   |
| トッテナム・ホットスパー | 2014-15  | 24     | 1      | 8      | 2      | 8        | 2        | 40   | 5    |
| トッテナム・ホットスパー | 合計     | 52     | 7      | 9      | 2      | 15       | 7        | 76   | 16   |
| ビジャレアル             | 2015-16  | 28     | 5      | 3      | 1      | 13       | 2        | 44   | 8    |
| ビジャレアル             | 2016-17  | 10     | 4      | 0      | 0      | 1        | 0        | 11   | 4    |
| ビジャレアル             | 合計     | 38     | 9      | 3      | 1      | 14       | 2        | 55   | 12   |
| フェネルバフチェ         | 2017-18  | 26     | 9      | 6      | 3      | 2        | 0        | 34   | 12   |
| フェネルバフチェ         | 2018-19  | 21     | 6      | 2      | 1      | 2        | 0        | 25   | 7    |
| フェネルバフチェ         | 合計     | 47     | 15     | 8      | 4      | 4        | 0        | 59   | 19   |
| 通算                     | 通算     | 452    | 194    | 46     | 19     | 69       | 26       | 566  | 238  |

### 代表での得点
| # | 日時          | 場所         | 相手         | スコア | 結果 | 大会                                    |
| - | ------------- | ------------ | ------------ | ------ | ---- | --------------------------------------- |
| 1 | 2012年2月29日 | マラガ       | ベネズエラ   | 3–0    | 5–0  | 親善試合                                |
| 2 | 2012年2月29日 | マラガ       | ベネズエラ   | 4–0    | 5–0  | 親善試合                                |
| 3 | 2012年2月29日 | マラガ       | ベネズエラ   | 5–0    | 5–0  | 親善試合                                |
| 4 | 2012年9月11日 | トビリシ     | ジョージア   | 0-1    | 0-1  | 2014 FIFAワールドカップ・ヨーロッパ予選 |
| 5 | 2013年6月11日 | ニューヨーク | アイルランド | 1-0    | 2-0  | 親善試合                                |
| 6 | 2013年6月16日 | レシフェ     | ウルグアイ   | 2-0    | 2-1  | FIFAコンフェデレーションズカップ2013    |
| 7 | 2013年9月10日 | ジュネーヴ   | チリ         | 1-1    | 2-2  | 親善試合                                |

## タイトル

### クラブ
レアル・マドリード
- リーガ・エスパニョーラ : 2007-08

### 代表
U-19スペイン代表
- UEFA U-19欧州選手権 : 2004

### 個人
- サラ賞 (セグンダ・ディビシオン) : 2005-06
- サラ賞 (プリメーラ・ディビシオン) : 2011-12